# 布吕菲
布吕菲（法語：Bluffy，法語發音：[blyfi]）是法国上萨瓦省的一个市镇，位于该省中部，属于阿讷西区。

## 地理
布吕菲（45°52'7"N, 6°13'5"E）面积3.74 平方千米，位于法国奥弗涅-罗讷-阿尔卑斯大区上萨瓦省，该省份为法国东部省份，历史上为薩伏依的一部分，北与瑞士接壤，西接安省，南至萨瓦省，东与瑞士和意大利接壤。
与布吕菲接壤的市镇（或旧市镇、城区）包括：阿莱克斯、芒通圣贝尔纳、塔卢瓦尔-蒙曼。
布吕菲的时区为UTC+01:00、UTC+02:00（夏令时）。

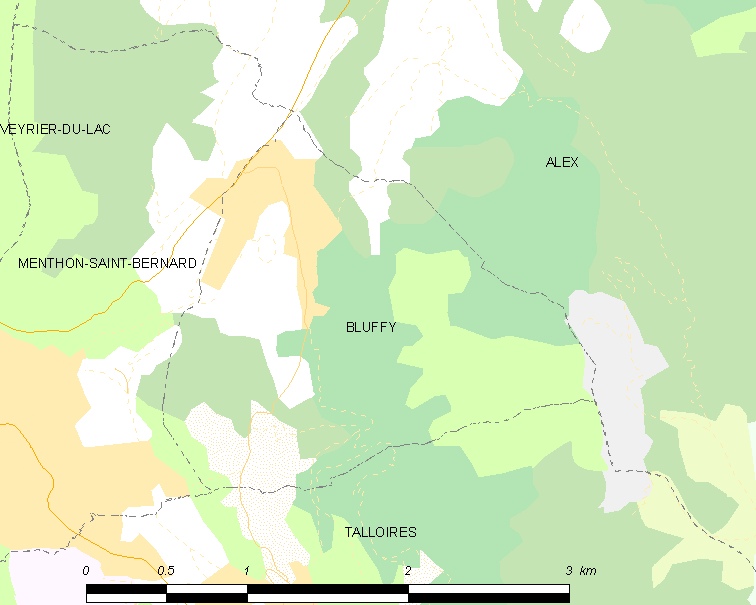
布吕菲的OSM定位图

## 行政
布吕菲的邮政编码为74290，INSEE市镇编码为74036。

## 政治
布吕菲所属的省级选区为法韦日-塞特内县。

## 交通
上萨瓦省省道D169线经过布吕菲境内。

## 人口

1962-2008年间布吕菲人口变化图示

布吕菲于2022年1月1日时的人口数量为398人。